# Claude Bremond
Claude Bremond (1929 — Bourg-la-Reine, 20 de janeiro de 2021) foi um linguista francês. 

## Biografia
É conhecido como um dos principais teóricos da narratologia segundo princípios de análise formal, uma das influências para o desenvolvimento da semântica estrutural de Algirdas Julien Greimas.
Em 1973, foi diretor da École des hautes études en sciences sociales, onde também ocupou uma cadeira de semiologia das tradições narrativas. Seguindo a definição do conto maravilhoso de Vladimir Propp, propôs uma gramática narrativa que privilegia as "narrativas possíveis", isto é, um modelo que organiza termos contraditórios numa situação narrada. Para ele, uma história é composta por uma sequência de três elementos: a) a abertura da virtualidade da ação; b) sua atualização; e c) seu resultado. As ações são desempenhadas por vários "papéis", que se enquadram em duas categorias, os agentes e os pacientes; assim, uma história é, de modo circular, uma sucessão de papéis em ação.
Morreu em 20 de janeiro de 2021, aos 92 anos.

## Obras
- Le message narratif, Communications, 1964, n°4 [2]
- La logique des possibles narratifs, Communications, 1966, n° 8 [3]
- La Logique du récit, Collection Poétique, Éditions du Seuil, 1973 ISBN 2-02-002043-2[4]
- De Barthes à Balzac (avec Thomas Pavel), Albin Michel, Paris, 1998  ISBN 2-226-10677-4
- com Jacques Le Goff e Jean-Claude Schmitt, L'exemplum, Brepols, Turnhout 1982, 1996²
- com Thomas Pavel, Variations sur le thème, "Communications", 47, 1988
- com Jacques Berlioz e Catherine Velay-Vallantin, Formes médiévales du conte merveilleux, Stock, Paris 1989
- Traditions, traductions, trahisons, dans Sylviette Larzul, Les traductions françaises des "Mille et une nuits", L'Harmattan, Paris 1996